# 12:01 вечора
«12:01 PM» — короткометражний фільм режисера Джонатана Хіпа в головній ролі Кертвуд Сміт. Вийшов в ефір на ТБ в 1990 році як частина програми 30-Minute Movie на телеканалі Showtime. Був номінований на премію Оскар .
Перша адаптація фільму по розповіді "12:01 PM" Річарда Лупова, яка вийшла в світ  в грудні 1973 року в журналі Фентезі & Сайнс фікшн. Основою сюжету розповідь про Часову петлю.

## Сюжет
Кертвуд Сміт зіграв роль Майрона Каслмана, еврімен що застряг в петлі часу та змушений переживати один й той самий момент знову і знову. Під час з однієї з петель він знаходить вченого Натана Розенблата. Каслман телефонує йому та пояснює що відбувається, проте Розенблат дуже скептично ставиться до його інформації. Під час наступної петлі Майрон знову намагається зв'язатись з Розенблатом.

## Продаж
Ця версія не виходила на DVD або VHS у Сполучених Штатах, але вона доступна на DVD у Великій Британії, зібрана на DVD з іншими короткометражними фільмами.